# TNA Rebellion
Impact Wrestling Rebellion es un evento anual de pago por visión producido por la empresa de lucha libre profesional Impact Wrestling en el mes de abril. Rebellion fue incorporado a la programación de PPVs de Impact para el mes de abril en 2019.

## Resultados

### 2019
Rebellion 2019 tuvo lugar el 28 de abril del 2019 en The Rebel Complex en Toronto, Ontario. Es el tercer evento pago por visión de Impact Wrestling en el 2019.
- Ace Austin derrotó a Petey Williams, Jake Crist, Aiden Prince, Cousin Jake y Eddie Edwards.
  - Austin cubrió a Williams con un «Roll-up».
- Scarlett Bordeaux (con Fallah Bahh) derrotó a Rohit Raju (con Gama Singh y Raj Singh).
  - Bordeaux cubrió a Raju después de un «Muff Driver».
- Moose & The North (Josh Alexander & Ethan Page) derrotaron a The Rascalz (Dezmond Xavier, Zachary Wentz & Trey Miguel).
  - Moose cubrió a Dez después de un «Spear».
- Taya Valkyrie derrotó a Jordynne Grace y retuvo el Campeonato de Knockouts de Impact.
  - Valkyrie cubrió a Grace después de un «Road to Valhalla».
- Rich Swann derrotó a Sami Callihan en un oVe Rules Match y retuvo el Campeonato de la División X de Impact.
  - Swann forzó a Callihan a rendirse con un «Crossface».
- Tessa Blanchard derrotó a Gail Kim.
  - Blanchard forzó a Kim a rendirse con un «Modified Crossface».
  - Ésta lucha fue el regreso a los cuadriláteros de Kim después de un año.
  - Después de la lucha, Blanchard y Kim se dieron la mano en señal de respeto.
- Brian Cage derrotó a Johnny Impact (con Taya Valkyrie y John E. Bravo) (con Lance Storm como árbitro especial invitado) y ganó el Campeonato Mundial de Impact.
  - Cage cubrió a Impact después de un «Drill Crawl».
  - Durante la lucha, Valkyrie y Bravo interfieron a favor de Impact.
  - Después de la lucha, Michael Elgin apareció para confrontar a Cage y luego atacarlo.
- The Latin American Xchange (Ortiz & Santana) (con Konnan) derrotaron a The Lucha Bros (Fénix & Pentagón Jr.) en un Full Metal Mayhem Match y ganaron el Campeonato Mundial en Parejas de Impact.
  - Ortiz cubrió a Pentagón después de un «Powerbomb» desde una escalera.
  - Después de la lucha, LAX y Lucha Bros se abrazaron en señal de respeto.
  - Después de la lucha, el roster de Impact salió a festejar la victoria de LAX.

### 2020
Rebellion 2020 tuvo lugar el 8 y 10 de abril del 2020 desde Skyway Studios en Nashville, Tennessee. El evento estaba programado inicialmente en la Terminal 5 en la ciudad de Nueva York, pero se trasladó a un lugar no anunciado debido a la pandemia de coronavirus de 2019-2020. Originalmente fue planeado como un pago por visión ahora se expandirá en un evento televisivo de dos partes que se transmitirá el 21 y el 28 de abril como parte del show semanal de Impact!.

#### Día 1: 21 de abril
- Tommy Dreamer, Rhino & Crazzy Steve derrotaron a Ohio Versus Everything (Dave Crist, Jake Crist & Madman Fulton).
  - Rhino cubrió a Dave después de un «Gore».
- The Rascalz (Dez & Wentz) derrotaron a Fallah Bahh & TJP y XXXL (Acey Romero & Larry D).
  - Dez cubrió a Larry D después de un «Corkscrew Splash».
- Willie Mack derrotó a Ace Austin y ganó el Campeonato de la División X de Impact.
  - Mack cubrió a Austin después de un «Six Star Frog Splash».
- Kylie Rae derrotó a Kiera Hogan.
  - Rae forzó a Hogan a rendirse con un «STF».
- Ken Shamrock derrotó a Sami Callihan en un  Falls Count Anywhere Match.
  - Shamrock forzó a Callihan a rendirse con un «Ankle Lock».
  - Durante la lucha, Dave Crist, Jake Crist y Madman Fulton interfirieron a favor de Callihan.

#### Día 2: 28 de abril
- Chris Bey derrotó a Suicide, Trey y Rohit Raju.
  - Bey cubrió a Raju después de un «Superkick».
- Joseph P. Ryan derrotó a Cousin Jake.
  - Ryan cubrió a Jake usando las cuerdas para ayudarse.
- Rosemary derrotó a  Havok en un Full Metal Mayhem Match.
  - Rosemary cubrió a Havok después de pegarle con un tubo de metal.
- Moose derrotó a Hernández y Michael Elgin.
  - Moose cubrió a Hernández después de un «Spear».
  - Después del combate, Moose se declaró Campeón Mundial Peso Pesado de TNA, pero la compañía no lo reconoce como campeón oficial.

### 2021
Rebellion 2021 tuvo lugar el 25 de abril del 2021 desde Skyway Studios en Nashville, Tennessee. Este fue el segundo evento pago por visión de Impact Wrestling en el 2021, debido a la pandemia de COVID-19. 
- Pre-Show: Havok & Rosemary derrotaron a Kimber Lee & Susan.
  - Havok cubrió a Susan después de un «Tombstone Piledriver».
- Josh Alexander derrotó a Ace Austin (c) (con Madman Fulton) y TJP y ganó el Campeonato de la Division X de Impact.
  - Alexander cubrió a Austin después de un «Double Underhook Piledriver».
  - Durante la lucha, Fulton interfirió a favor de Austin.
- Violent by Design (Deaner, Joe Doering & Rhino) & W. Morrissey (con Eric Young) derrotaron a Eddie Edwards, Chris Sabin, James Storm & Willie Mack.
  - Morrissey cubrió a Mack después de un «Cross Bomb».
  - Originalmente Eric Young iba a ser parte del combate, pero fue reemplazado por Morrissey debido a una lesión.
- Brian Myers derrotó a Matt Cardona.
  - Myres cubrió a Cardona después de un «Elbow Drop».
- Jordynne Grace & Rachael Ellering (con Jazz) derrotaron a Fire 'N Flava (Kiera Hogan & Tasha Steelz) y ganaron el Campeonato de Knockouts en Parejas de Impact.
  - Ellering cubrió a Hogan después de un «Fallaway Powerbomb».
- Trey derrotó a Sami Callihan en un Last Man Standing Match.
  - Trey ganó la lucha después de que Callihan no pudiera levantarse antes de la cuenta de 10 después de que Callihan atravesara una mesa.
- FinJuice (David Finlay & Juice Robinson) derrotaron a The Good Brothers (Doc Gallows & Karl Anderson) y retuvieron el Campeonato Mundial en Parejas de Impact.
  - Finlay cubrió a Anderson con un «Roll-Up».
- Deonna Purrazzo (con Kimber Lee & Susan) derrotó a Tenille Dashwood (con Kaleb with a K) y retuvo el Campeonato de Knockouts de Impact.
  - Purrazzo cubrió a Dashwood después de un «Queen's Gambit».
  - Durante la lucha, Kaleb interfirió a favor de Dashwood, mientras que Lee y Susan interfirieron a favor de Purrazzo.
  - Después de la lucha, Taylor Wilde hizo su regreso atacando a Lee y Susan.
- El Campeón Mundial de AEW Kenny Omega (con Don Callis, Doc Gallows & Karl Anderson) derrotó a Rich Swann (con Eddie Edwards & Willie Mack) y ganó el Campeonato Mundial de Impact.
  - Omega cubrió a Swann después de un «One Winged Angel».
  - Ambos campeonatos estuvieron en juego.
  - El Megacampeonato de AAA de Omega no estuvo en juego.

### 2022
Rebellion 2022 tuvo lugar el 23 de abril del 2022 en el Mid-Hudson Civic Center en Poughkeepsie, Nueva York. Este fue el segundo evento pago por visión de Impact Wrestling en el 2022.
- Pre-Show: Eddie Edwards derrotó a Chris Bey.
  - Edwards cubrió a Bey después de un «Tiger Driver» seguido de un «Die Hard Driver».
  - Originalmente Jonathan Gresham debía enfrentarse a Edwards, pero fue reemplazado por Bey debido a una lesión.
- Pre-Show: The Influence (Madison Rayne & Tenille Dashwood) derrotaron a The IInspiration (Cassie Lee & Jessie McKay) y retuvieron el Campeonato de Knockouts en Parejas de Impact.
  - Dashwood cubrió a McKay después de un «Collab».
- Steve Maclin derrotó a Chris Sabin y Jay White.
  - Maclin cubrió a White después de un «Cradle Shock» de Sabin.
- Taya Valkyrie derrotó a Deonna Purrazzo y ganó el Campeonato Reina de Reinas de AAA.
  - Valkyrie cubrió a Purrazzo después de un «Welcome to Valhalla».
  - El Campeonato Mundial Femenino de ROH de Purrazzo no estuvo en juego.
- Ace Austin derrotó a Trey (c) y Mike Bailey y ganó el Campeonato de la División X de Impact.
  - Austin cubrió a Trey después de un «The Fold».
- Tomohiro Ishii derrotó a JONAH. 
  - Ishii cubrió a JONAH después de un «Vertical Brainbuster».
- Violent by Design (Eric Young & Joe Doering) (con Deaner) derrotaron a The Major Players (Matt Cardona & Brian Myers) (con Chelsea Green), W. Morrissey & Jordynne Grace, The Good Brothers (Doc Gallows & Karl Anderson), Johnny Swinger & Zicky Dice, Rich Swann & Willie Mack, Honor No More (Matt Taven & Mike Bennett) (con Maria Kanellis, Vincent y Kenny King) y Heath & Rhino en un Tag Team Elimination Challenge y retuvieron el Campeonato Mundial en Parejas de Impact.
  - Cardona cubrió a Grace con un «Roll-Up».
  - Gallows cubrió a Cardona después de un «Magic Killer».
  - Anderson cubrió a Dice después de un «Spinebuster» seguido de un «Magic Killer».
  - Anderson cubrió a Mack después de un «Magic Killer».
  - Taven cubrió a Anderson con un «Roll-Up» apoyándose en Maria.
  - Rhino cubrió a Taven después de un «Gore».
  - Young cubrió a Heath después de un «Piledriver».
- Tasha Steelz (con Savannah Evans) derrotó a Rosemary (con Havok) y retuvo el Campeonato de Knockouts de Impact.
  - Steelz cubrió a Rosemary después de un «Cutter» desde la tercera cuerda.
  - Durante la lucha, Evans interfirió a favor de Steelz, mientras que Havok interfirió a favor de Rosemary.
- Josh Alexander derrotó a Moose y ganó el Campeonato Mundial de Impact.
  - Alexander cubrió a Moose después de un «C4 Spike».

### 2023
Rebellion 2023 tuvo lugar el 16 de abril del 2023 en el Rebel Entertainment Complex en Toronto, Ontario, Canadá. Este fue el segundo evento pago por visión de Impact Wrestling en el 2023.
- Pre-Show: Desi Hit Squad (Champagne Singh & Shera) derrotaron a Heath & Rhino. 
  - Singh cubrió a Heath con un «Roll-Up».
  - Después de la lucha, Rhino atacó a Singh con un «Gore».
- Pre-Show: The Coven (Taylor Wilde & KiLynn King) derrotaron a Death Dollz (Rosemary & Jessicka) y retuvieron el Campeonato de Knockouts en Parejas de Impact. 
  - Wilde cubrió a Rosemary después de un «Missile Dropkick».
- ABC (Ace Austin & Chris Bey) derrotaron a The Motor City Machine Guns (Alex Shelley & Chris Sabin) en un Ultimate X Match y retuvieron el Campeonato Mundial en Parejas de Impact.
  - ABC ganó la lucha después de que Bey descolgara los títulos.
- Joe Hendry, Dirty Dango & Santino Marella derrotaron a The Design (Deaner, Angels, Kon & Callihan) en un 4-on-3 Handicap Match.
  - Marella cubrió a Deaner después de un «Cobra Clutch».
  - Durante la lucha, Callihan atacó a Deaner y abandonó a The Design.
- PCO derrotó a Eddie Edwards (con Alisha Edwards) en un Last Rites Match.
  - PCO ganó la lucha después de encerrar a Eddie dentro del ataúd.
  - Durante la lucha, Alisha interfirió a favor de Eddie.
- Trey derrotó a Jonathan Gresham y Mike Bailey en un Elimination Match y retuvo el Campeonato de la División X de Impact.
  - Trey cubrió a Gresham después de un «Meteora».
  - Trey cubrió a Bailey con un «Roll-Up».
- Team Dreamer (Tommy Dreamer, Frankie Kazarian, Yuya Uemura, Bhupinder Gujjar & Killer Kelly) derrotaron a Team Bully (Bully Ray, Brian Myers, Moose, Kenny King & Masha Slamovich) en un Hardcore War Match. 
  - Dreamer cubrió a Ray después de un «Splash» desde lo alto de una escalera sobre una mesa.
  - Durante la lucha, The Good Hands (Jason Hotch & John Skyler) interfirieron a favor de Team Bully.
- Steve Maclin derrotó a KUSHIDA y ganó el vacante Campeonato Mundial de Impact.
  - Maclin cubrió a KUSHIDA después de un «KIA».
  - Esta lucha tuvo a Nick Aldis como comentarista invitado.
  - Después de la lucha, Maclin atacó a Scott D'Amore con el título, pero fue detenido por Aldis.
  - Originalmente Josh Alexander iba a defender el título ante Maclin, pero tuvo que dejarlo vacante debido a una lesión.
- Deonna Purrazzo derrotó a Jordynne Grace y ganó el vacante Campeonato de Knockouts de Impact.
  - Purazzo cubrió a Grace después de un «Queen's Gambit».
  - Después de la lucha, Purazzo y Grace se dieron la mano en señal de respeto.
  - Originalmente Mickie James iba a defender el título ante Grace y Purrazzo, pero tuvo que dejarlo vacante debido a una lesión.

### 2024
Rebellion 2024 tuvo lugar el 20 de abril del 2024 desde el Palms Casino Resort en Paradise, Nevada. Este fue el segundo evento pago por visión de TNA en el 2024.
- Pre-Show: ABC (Ace Austin & Chris Bey) & Leon Slater derrotaron a The Rascalz (Trey, Zachary Wentz & Myron Reed).
  - Slater cubrió a Reed después de un «450 Splash».
- Pre-Show: Laredo Kid derrotó a Crazzy Steve y ganó el Campeonato de los Medios Digitales de TNA.
  - Kid cubrió a Steve después de un «Laredo Fly».
- Pre-Show: Spitfire (Dani Luna & Jody Threat) (con Lars Frederiksen) derrotó a Decay (Havok & Rosemary) y retuvo el Campeonato de Knockouts en Parejas de TNA.
  - Luna cubrió a Rosemary después de un «Double Powerbomb».
- Mustafa Ali derrotó a Jake Something y retuvo el Campeonato de la División X de TNA.
  - Ali cubrió a Something después de apoyarse con la cuerda.
- Rich Swann (con A.J. Francis) derrotó a Joe Hendry.
  - Swann cubrió a Hendry después de un «Frog Splash».
  - Durante la lucha, Francis interfirió a favor de Swann.
- Frankie Kazarian derrotó a Eric Young en un Full Metal Mayhem Match.
  - Kazarian cubrió a Young después de un «Flux Capacitor» sobre una mesa.
- Mike Santana derrotó a Steve Maclin.
  - Santana cubrió a Maclin después de «Spin The Block».
  - Este fue el regreso de Santana a TNA.
- The System (Eddie Edwards & Brian Myers) (con Alisha) derrotó a Speedball Mountain (Mike Bailey & Trent Seven) y retuvo el Campeonato Mundial en Parejas de TNA.
  - Edwards cubrió a Seven después de un «Boston Knee Party».
- Josh Alexander derrotó a Hammerstone en un Last Man Standing Match.
  - Alexander ganó la lucha después de que Hammerstone no pudiera levantarse antes de la cuenta de 10 después de recibir un «C4 Spike» desde lo más alto de la rampa.
- Jordynne Grace derrotó a Steph De Lander (con The Good Hands) y retuvo el Campeonato Mundial de Knockouts de TNA.
  - Grace cubrió a De Lander después de un «Juggernaut Driver».
  - Durante la lucha, Jason Hotch y Kon interfirieron a favor de De Lander, mientras que PCO y Sami Callihan (quien hizo su regreso) lo hicieron a favor de Grace.
- Moose derrotó a Nic Nemeth y retuvo el Campeonato Mundial de TNA.
  - Moose cubrió a Nemeth después de un «Lights Out Spear».
  - Después de la lucha, Matt Hardy hizo su regreso y atacó a Moose.
  - El Campeonato Global Peso Pesado de la IWGP de Nemeth no estuvo en juego.

### 2025
Rebellion 2025 tuvo lugar el 27 de abril de 2025 desde el Galen Center en Los Angeles, California. Este fue el segundo evento pago por visión de TNA en el 2025. El evento contó con la participación de luchadores perteneciente a la marca NXT de WWE.
- Pre-Show: Fatal Influence (Fallon Henley, Jacy Jayne & Jazmyn Nyx) derrotó a Xia Brookside, Lei Ying Lee & Rosemary.
  - Jayne cubrió a Rosemary después de un «Rolling Encore».
- Pre-Show: Elijah derrotó a  Shane Haste.
  - Elijah cubrió a Haste después de un «Highwayman’s Farewell Piledriver».
- Moose derrotó a El Hijo del Vikingo, Matt Cardona, Leon Slater, KC Navarro y Sidney Akeem en un Ultimate X Match y retuvo el Campeonato de la División X de TNA.
  - Moose ganó la lucha después de descolgar el título.
- Ash by Elegance & Heather by Elegance (con The Personal Concierge) derrotaron a The Meta-Four (Jakara Jackson & Lash Legend), Spitfire (Dani Luna & Jody Threat) y Gigi Dolin & Tatum Paxley y retuvieron el Campeonato Mundial de Knockouts en Parejas de TNA.
  - Ash cubrió a Threat después de un «Rarified Air».
  - Durante la lucha, The Personal Concierge y Maggie Lee interfirieron a favor de Ash & Heather.
- Ace Austin & The Rascalz (Trey & Zachary Wentz) (con Sean Waltman) derrotaron a The System (Moose, Eddie Edwards & Brian Myers) (con Alisha).
  - Wentz cubrió a Moose después de un «UFO Cutter».
  - Durante la lucha, Waltman interfirió a favor de Austin & The Rascalz, mientras que Alisha lo hizo a favor de The System.
  - Originalmente JDC iba a participar en la lucha, pero fue reemplazado por Moose debido a problemas de viaje.
- Steve Maclin derrotó a Eric Young y retuvo el Campeonato Internacional de TNA.
  - Maclin cubrió a Young con un «Roll-Up».
  - Después de la lucha, The Northern Armory (Judas Icarus & Travis Williams) y Young atacaron a Maclin.
- Mike Santana derrotó a Mustafa Ali (con John Skyler, Jason Hotch & Tasha Steelz) en un Falls Count Anywhere Match.
  - Santana cubrió a Ali después de un «Spin The Block».
  - Durante la lucha, Order 4 interfirió a favor de Ali.
- Masha Slamovich derrotó a Tessa Blanchard y retuvo el Campeonato Mundial de Knockouts de TNA.
  - Slamovich forzó a Blanchard a rendirse con un «Modified Armbar».
- The Nemeth Brothers (Nic Nemeth & Ryan Nemeth) derrotaron a The Hardys (Matt Hardy & Jeff Hardy) y ganaron el Campeonato Mundial en Parejas de TNA.
  - Ryan cubrió a Jeff después de un «Danger Zone».
- Joe Hendry derrotó a Frankie Kazarian y Ethan Page y retuvo el Campeonato Mundial de TNA.
  - Hendry cubrió a Page después de un «Standing Ovation».
  - Después de la lucha, Trick Williams atacó a Hendry.
  - Kazarian hizo efectivo su contrato de Call Your Shot Gauntlet Match.